# استیو برایان
 استیو برایان (انگلیسی: Steve Bryan؛ زاده ۱۰ اوت ۱۹۷۰) یک تنیس‌باز اهل ایالات متحده آمریکا است.